# Kezli
Kezli är en ort i Azerbajdzjan.   Den ligger i distriktet Sabirabad Rayonu, i den östra delen av landet, 110 km väster om huvudstaden Baku. Antalet invånare är 2 711.
Terrängen runt Kezli är mycket platt. Närmaste större samhälle är Sabirabad, 14,0 km sydväst om Kezli.
Trakten runt Kezli består till största delen av jordbruksmark. Runt Kezli är det ganska tätbefolkat, med 80 invånare per kvadratkilometer.